# 阿纳尔多·塔马约·门德斯
阿纳尔多·塔马约·门德斯（西班牙語：Arnaldo Tamayo Méndez，1942年1月29日—），非裔古巴军事飞行员，1980年通过国际宇航员计划乘坐联盟38号前往太空。是古巴以及拉丁美洲首位进入太空的宇航员，世界上第一位进入太空的非裔航天员。

## 早年
1942年1月29日生于关塔那摩省巴拉科阿的贫民之家，出生后没多久父母因病双亡，他成为了孤儿。舅父拉斐尔·塔马约和舅母埃斯佩兰萨·门德斯收养了他，过着贫困的生活。1952年10岁的时候，军人富尔亨西奥·巴蒂斯塔通过军事政变成为古巴总统，实行独裁统治。
塔马约在卡斯特罗等人的影响下开始参加青年示威运动，直到1959年推翻政府。1960年12月，他进入“反抗者”科技学院，参与了空中技术培训。1961年4月至1962年5月，他在苏联葉伊斯克高等军事飞行员学校参加了空戰培训，熟悉了米格-15战斗机的驾驶。1962年回到古巴后，他在古巴革命武装力量吉隆滩空军基地担任飞行员教员。同年10月，古巴导弹危机爆发，他一共执行了20次侦察任务，以保卫古巴的安全。
1967年，他正式加入了古巴共产党，并于12月与玛丽亚结婚。随后他参与了越南战争，1968年升为一级军事飞行员。1969年至1971年在古巴革命武装力量马克西姆·戈麦斯学院深造。1975年成为圣克拉拉空军基地参谋长，次年晋升为中校军衔。

## 国际宇航员

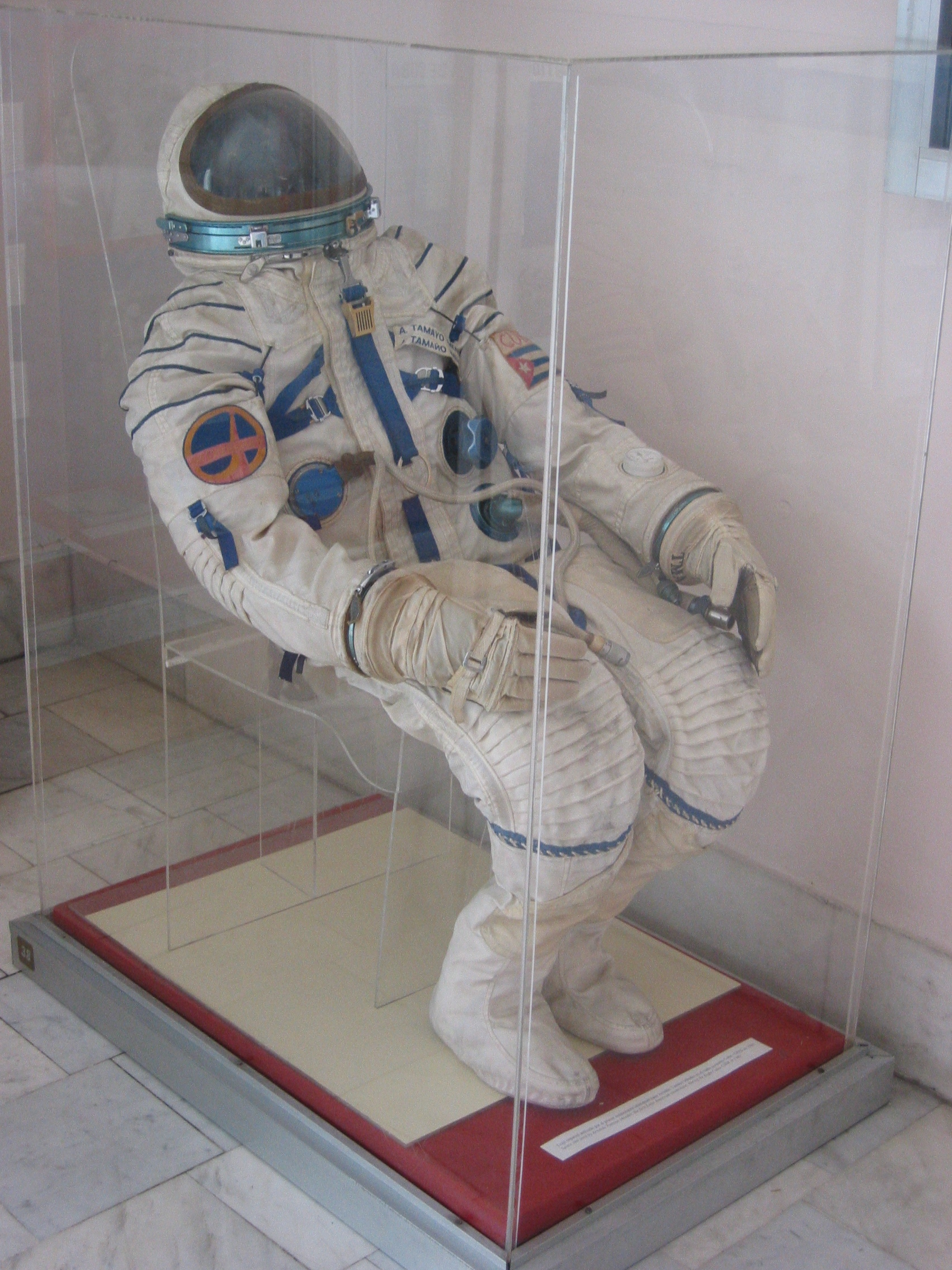
塔马约的太空服被保存在哈瓦那革命博物馆

1978年3月，他和何塞·洛佩斯·法尔孔入选苏联的国际宇航员计划，赴加加林宇航员培训中心参与训练。
1980年9月18日，他与苏联宇航员尤里·罗曼年科乘坐联盟38号升空，并与禮炮6號对接。他做了关于蔗糖结晶等的实验，在停留7天后乘坐同飞船返回舱在傑茲卡茲甘附近成功着陆。
之后，他获得了由苏联最高苏维埃主席团授予的蘇聯英雄荣誉称号及金星奖章、列寧勳章。回国后被授予古巴共和国英雄荣誉称号及金星奖章，也是该荣誉设立后的第一位获得者。

## 社会活动
之后，他成为爱国教育学会负责人，并晋升为准將军衔。1980年成为关塔那摩省的全国人民政权代表大会代表。
2011年获得俄罗斯政府授予的友谊勋章和太空探索优异奖章。2017年10月获得联合国教科文组织授予的空间科学奖章。